# ژان آمروش
ژان آمروش (به فرانسوی: Jean Amrouche) شاعر و روزنامه‌نگار قرن بیستم میلادی اهل فرانسه است.